# Кубок Мальти з футболу 2023—2024
Кубок Мальти з футболу 2023–2024 — 86-й розіграш кубкового футбольного турніру на Мальті. Титул здобула Сліма Вондерерс.

## Календар
| Раунд            | Дата              | Матчі | Клуби   |
| ---------------- | ----------------- | ----- | ------- |
| Попередній раунд | 12–13 грудня 2023 | 10    | 42 → 32 |
| 1/16 фіналу      | 11–15 січня 2024  | 16    | 32 → 16 |
| 1/8 фіналу       | 6–8 лютого 2024   | 8     | 16 → 8  |
| 1/4 фіналу       | 30 березня 2024   | 4     | 8 → 4   |
| 1/2 фіналу       | 7–8 травня 2024   | 2     | 4 → 2   |
| Фінал            | 12 травня 2024    | 1     | 2 → 1   |

## Регламент
Відповідно до формату змагань клуби Прем'єр-ліги стартують з 1/16 фіналу, у попередньому раунді грають клуби 2 – 4 дивізіонів.

## 1/16 фіналу
| Команда 1              | Рахунок      | Команда 2             |
| ---------------------- | ------------ | --------------------- |
| 11 січня 2024          |              |                       |
| Санта-Лучія            | 2:0          | Марса (2)             |
| 13 січня 2024          |              |                       |
| Біркіркара             | 3:1          | Аттард (2)            |
| Флоріана               | 2:0          | Нашшар Лайонс         |
| Заббар Сент-Патрік (2) | 1:2          | Зеббудж Рейнджерс (2) |
| Моста                  | 5:1          | П'єта Готспурс (2)    |
| Марсашлокк             | 5:0          | Зейтун Корінтіанс (2) |
| Мсіда Сент-Джозеф (2)  | 1:3          | Мджарр Юнайтед (3)    |
| Хамрун Спартанс        | 3:0          | Лія Атлетік (2)       |
| 14 січня 2024          |              |                       |
| Бальцан                | 2:1          | Зуррік (2)            |
| Надур Янгстерс (1-G)   | 1:1 пен. 3:4 | Сіренс                |
| Гіберніанс             | 2:0          | Кала Сейнтс (1-G)     |
| Лука Сент-Ендрюс (2)   | 1:2          | Свії Юнайтед (2)      |
| Шевкія Тайгерс (1-G)   | 0:3          | Гуджа Юнайтед         |
| Валетта                | 7:1          | Айнсілем (1-G)        |
| Сліма Вондерерс        | 3:0          | Марсаскала (3)        |
| 15 січня 2024          |              |                       |
| Гзіра Юнайтед          | 2:0          | Фгура Юнайтед (2)     |

## 1/8 фіналу
| Команда 1       | Рахунок      | Команда 2             |
| --------------- | ------------ | --------------------- |
| 6 лютого 2024   |              |                       |
| Біркіркара      | 1:0 дч       | Сіренс                |
| Флоріана        | 7:1          | Зеббудж Рейнджерс (2) |
| Моста           | 2:1          | Валетта               |
| Марсашлокк      | 3:0          | Свії Юнайтед (2)      |
| 7 лютого 2024   |              |                       |
| Гзіра Юнайтед   | 1:0          | Гіберніанс            |
| Санта-Лучія     | 3:3 пен. 3:4 | Мджарр Юнайтед (3)    |
| Сліма Вондерерс | 1:0 дч       | Бальцан               |
| 8 лютого 2024   |              |                       |
| Хамрун Спартанс | 3:0          | Гуджа Юнайтед         |

## 1/4 фіналу
| Команда 1       | Рахунок      | Команда 2          |
| --------------- | ------------ | ------------------ |
| 30 березня 2024 |              |                    |
| Біркіркара      | 2:2 пен. 4:3 | Хамрун Спартанс    |
| Моста           | 2:2 пен. 3:4 | Сліма Вондерерс    |
| Марсашлокк      | 0:2          | Флоріана           |
| Гзіра Юнайтед   | 2:0          | Мджарр Юнайтед (3) |

## 1/2 фіналу
| Команда 1     | Рахунок      | Команда 2       |
| ------------- | ------------ | --------------- |
| 7 травня 2024 |              |                 |
| Флоріана      | 2:2 пен. 4:3 | Гзіра Юнайтед   |
| 8 травня 2024 |              |                 |
| Біркіркара    | 0:1 дч       | Сліма Вондерерс |

## Фінал
| Команда 1      | Рахунок      | Команда 2       |
| -------------- | ------------ | --------------- |
| 12 травня 2024 |              |                 |
| Флоріана       | 0:0 пен. 2:4 | Сліма Вондерерс |